# 90210: Новое поколение (сезон 3)
Третий сезон сериала «90210: Новое поколение» транслировался по понедельникам, с 13 сентября 2010 по 16 мая 2011 года на телеканале The CW. Канал официально обновил шоу на новый сезон, состоящий из 22 эпизодов, 16 февраля 2010 года. Премьерный эпизод собрал, в основном, положительные отзывы, и его посмотрели 1,96 млн зрителей — самый высокий показатель с декабря 2009 года.
Сезон рассказывает о последнем годе обучения героев в школе Западного Беверли-Хиллз. В основной актёрский состав вошли Шеней Граймс, Тристан Уайлдз, Анна-Линн Маккорд, Райан Эгголд, Джессика Строуп, Майкл Стэгер, Джессика Лаундс, Мэтт Лантер, Джиллиан Зинцер, Тревор Донован и Лори Локлин. Сара Фостер, Келли Линч и Хэл Озсан исполнили роли своих персонажей из второго сезона. Сезон также примечателен большим количеством приглашённых звёзд — Ким Кардашян, Хлои Кардашян, Эдриан Гринье, Джо Джонас, Nelly и Snoop Dogg.
Рождественский эпизод «Holiday Madness» стал успешным во всех категориях — 1,1 млн зрителей в категории от 18 до 49, и 2,1 среди женской аудитории канала в возрасте от 18 до 34. Кроме того, эпизод посмотрели 2,18 млн зрителей, собрав самую большую аудиторию с октября 2009 года. Финал вышел в эфир 16 мая 2011 года — его посмотрели 1,64 млн зрителей, получив рейтинг 0,8 в группе от 18 до 49. При показе финального эпизода на DVR результаты возросли до 1,2.
В России третий сезон транслировался с 18 августа по 16 сентября 2011 года на канале MTV Россия.
Повторный показ третьего сезона транслировался с 23 мая 2014 года по 13 июня 2014 года на телеканале СТС Love каждый день в 17:00 и повтором в 13:20 — был показан весь третий сезон сериала с полным дублированным озвучиванием.

## Сюжет
В первый же учебный день в выпускном классе героев в буквальном смысле ждёт потрясение, которое изменит жизнь многих обитателей Беверли-Хиллз. Наоми провела всё лето, скрываясь от друзей и надеясь, что в конце концов получит доступ к своему трастовому фонду. Девушка решает заявить в полицию об изнасиловании, где ей сообщают, что вину мистера Кэннона будет гораздо сложнее доказать из-за её ложных обвинений в прошлом году. Позже Джен подслушивает разговор сестры с Сильвер и решает взять дело в свои руки с помощью Райана, видевшего Кэннона и Наоми вместе в ночь изнасилования. Однако когда у Наоми появляются доказательства, Кэннон исчезает из города. Вскоре, Джен понимает, что она плохая мать своему сыну Джеку и, бросив его с Райаном, уезжает из Беверли-Хиллз.
Тем временем, Энни и Диксон справляются с последствиями развода своих родителей, а Дэбби понимает, как тяжело быть матерью-одиночкой. Энни лишают прав, и девушка проводит всё лето под домашним арестом после признания в наезде на дядю Джаспера. Энни и Лиам нравятся друг другу, однако они решают остаться друзьями, чтобы не испортить отношения с Наоми. Тогда Энни начинает встречаться со студентом по имени Чарли, который оказывается сводным братом Лиама — братья находятся в ссоре из-за семейных разногласий. Во время землетрясения Тэдди травмирует ногу, что кладёт конец его теннисной карьере. Жизнь юноши становится ещё напряжённей, когда он проводит пьяную ночь с юношей по имени Йен. После того, как Сильвер становится свидетельницей агрессивно-гомофобного отношения Тэдди к Йену, девушка рвёт отношения с Тэдди.
Пока ребята продолжают учёбу, Адрианна возвращается из летнего турне вместе с Хавьером. Между ними было зарождается роман, но Навид признаётся, что никогда не прекращал любить Адрианну, и они вновь сходятся к великому недовольству Хавьера. Вскоре певец угрожает поставить крест на карьере Адрианны, однако он погибает в автокатастрофе, в которой Адрианна чудом выживает. Она крадёт тетрадь с неопубликованными песнями Хавьера и выступает на траурной церемонии с новой песней, которую узнаёт дядя Хавьера, продюсер Виктор, который угрожает раскрыть тайну девушки, если она не подпишет с ним контракт, по которому большая часть гонораров Эйд отходит ему. Он также уговаривает Адрианну принять участие в откровенной фото-сессии — увидев свою полуобнажённую девушку на обложке журнала, Навид узнаёт о шантаже Виктора и просит Адрианну раскрыть всем правду. В итоге, Адрианна решает взять контроль над продюсером — она прекрасно понимает, что является основным доходом Виктора, и меняет условия их контракта. В итоге девушка превращается в настоящую высокомерную диву, забывшую о Навиде и своих друзьях. Между тем, Сильвер помогает Навиду пережить семейные проблемы, когда отца Навида арестовывают за то, что он снимал в своих порно-фильмах несовершеннолетнюю девушку, и между ними начинается тайный роман, о котором вскоре узнаёт Адрианна, решившая отомстить предателям.
Айви возвращается из Австралии вместе с другом своего детства, Оскаром, поведение которого вызывает ревность Диксона. Между тем, у Оскара есть тайные мотивы: много лет назад, его отец ушёл из семьи после романа с матерью Айви, продюсером Лорел — теперь Оскар хочет разрушить жизнь женщины, соблазнив и её, и Айви, которая была уязвима из-за разрыва отношений с Диксоном. Когда пара уже была готова впервые заняться любовью, появляется подкупленная Оскаром Саша, которая говорит Диксону, что у неё нашли ВИЧ, и юноше следует провериться. Диксон не решается рассказать Айви об этом, и пытается её оттолкнуть, пока не выяснит, здоров ли он. Когда выясняется, что тест отрицателен, Диксон готов вернуться к Айви, но девушка говорит ему о том, что произошло, и пара расстаётся окончательно. Наоми начинает испытывать чувства к Оскару, несмотря на предупреждения Айви, однако когда он предлагает девушке стать её парнем, она отказывает ему. Как бы там ни было, именно благодаря Оскару, Наоми удаётся найти доказательства того, что мистер Кэннон изнасиловал, однако к тому времени учитель уезжает из города. Через некоторое время он берёт Наоми и Сильвер в заложницы, но всё заканчивается хорошо, и мужчину отправляют в тюрьму.

## Кастинг
Начиная с третьего сезона, Джиллиан Зинцер исполняет роль Айви в качестве актрисы основного состава. Список актёров в ключевых ролях третьего сезона был оглашён 20 мая 2010 года. Тревор Донован также вошёл в основной состав.
Роб Эстес и Дженни Гарт объявили о своём уходе и о том, что они не появятся в новом сезоне. «Моя работа здесь закончена — сериал живёт своей жизнью. Было здорово, я черпала энергию от своих коллег во время работы над проектом. Меня попросили вернуться в сериал мои друзья, и я была этому рада. Но когда они покинули шоу после первого сезона, стало немного странно продолжать съёмки. Я почувствовала, что пришло время уйти. Но я рада была сниматься в этом шоу», — говорила Гарт. Основной причиной для ухода Эстеса послужил конфликт с продюсерами из-за гонорара актёра, хотя по официальным заявлениям совместное сотрудничество было прекращено на доброжелательной ноте.
Продюсеры позволили уйти актёру, решившему «начать работу над новым шоу и войти в новый образ», и посчитали, что настало идеальное время полностью сфокусироваться на молодых актёрах и их персонажах. Представители канала сказали в интервью ресурсу E! Online: «Это последний сезон для Роба. Он талантливый актёр, и мы бы не смогли найти более подходящую кандидатуру на роль Гарри Уилсона». Роб Эстес также сделал заявление относительно своего ухода из шоу: «Это мой последний сезон, и я желаю сериалу всего наилучшего. Я хочу больше времени проводить со своими детьми и работать над другими проектами».
Стало известно, что Кортни Кардашян, Ким Кардашян и Хлои Кардашян сыграют самих себя в премьерном эпизоде сериала. Но позже было объявлено, что в сериале снимутся лишь Ким и Хлои. Эдриан Гринье появился в сериале вместе со своей музыкальной группой на вечеринке по случаю 18-летия Наоми. Блэр Редфорд сыграл персонажа по имени Оскар, который жил в доме Айви и её матери. Эван Росс сыграл молодого сценариста и писателя по имени Чарли, который стал частью любовного треугольника с двумя центральными персонажами. Мекиа Кокс появилась в роли Саши в эпизоде, который вышел в эфир 3 октября. Певец и актёр мюзиклов Кайл Рябко сыграл Йена, возлюбленного Тедди Монтгомери. Джо Джонас сыграл самого себя в восьмом эпизоде сезона, где сопровождал Адрианну на красной ковровой дорожке.
Эбби Кобб появилась в нескольких эпизодах, начиная с января 2011 года. Она сыграла двоюродную сестру Энни и Диксона, Эмили, которая решает украсть жизнь сестры, заполучив её парня Лиама и настроив против неё друзей. Клаудия Блэк сыграла духовного наставника Ноами, Гуру Сону в трёх эпизодах сезона. Рэпер Nelly сыграл самого себя в одном из эпизодов 2011 года. Оказалось, что музыкальный клип на песню «She’s So Fly» был записан на студии «Ширази», которая раньше принадлежала отцу одного из персонажей, Навида. Кайл Рябко покинул сериал, чтобы начать съёмки в пилотном эпизоде нового шоу, и сценаристы нашли замену его персонажу в лице актёра Фредди Смита, который сыграл Марко — «потрясающего спортсмена и открытого гея». Snoop Dogg также появился в сериале в одном из эпизодов и сыграл самого себя — Диксон встретил его на автомойке. Модель Алан Ритчсон, прославившийся ролью Аквамена в сериале «Тайны Смолвиля», сыграл бывшего соседа Тедди, в которого он был когда-то влюблён. Салли Келлерман появилась в нескольких эпизодах в роли Марлы Тэмплтон — бывшей кинозвезды, подумывающей о самоубийстве. Она наняла Энни в качестве личного ассистента. Маниш Дайал получил постоянную роль студента Раджа, нового друга Айви, который, как позже выясняется, умирает от рака. Джош Цукерман сыграл ботаника Макса Миллера, у которого начался роман с Наоми.

### Основной состав
- Шеней Граймс — Энни Уилсон
- Тристан Уайлдз — Диксон Уилсон
- Мэтт Лантер — Лиам Курт
- Анна-Линн Маккорд — Наоми Кларк
- Майкл Стэгер — Навид Ширази
- Джессика Строуп — Эйрин Сильвер
- Джессика Лаундс — Адрианна Тэйт-Дункан
- Тревор Донован — Тэдди Монтгомери
- Джиллиан Зинцер — Айви Салливан
- Райан Эгголд — Райан Мэттьюз
- Лори Локлин — Дэбби Уилсон

### Приглашённые звёзды
| - Кайл Рябко — Йен - Блэр Рэдфорд — Оскар - Сара Фостер — Джен Кларк - Эван Росс — Чарли Сэлби - Салли Келлерман — Марла Тэмплтон - Келли Линч — Лорел Купер - Хэл Озсан — Мистер Майлз Кэннон - Амелия Роуз Блэр — Лора Мэтисон - Нестор Серрано — Виктор Луна - Диего Бонета — Хавьер Луна - Мекиа Кокс — Саша - Эбби Кобб — Эмили Бредфорд - Лиза Вальц — Кэтрин Аптон - Элейн Хендрикс — Рене - Клаудия Блэк — Гуру Сона - Шон Дюк — Омар Ширази - Фабиана Уденио — Атуса Ширази | - Маниш Дайал — Радж Кхер - Джош Цукерман — Макс Миллер - Эмбер Уоллес — Лайла - Ребекка Высоки — Директор Новак - Хэйли Холмс — Харпер Бергман - Алан Ритчсон — Трипп Уэллингтон - Фредди Смит — Марко Салазар - Роберт Гант — Доктор Райт - Ким Кардашян — играет саму себя - Хлои Кардашян — играет саму себя - Эдриан Гренье — играет самого себя - Джо Джонас — играет самого себя - Nelly — играет самого себя - Snoop Dogg — играет самого себя |

## Съёмки
Канал официально объявил о продлении сериала 16 февраля 2010 года. 30 июня 2010 года стало известно о переносе вещания шоу на понедельник перед трансляцией новых серий шоу «Сплетница». Премьера второй половины сезона состоялась 24 января 2011 года. Следующий перерыв состоялся после выхода в эфир семнадцатого эпизода — показ новых эпизодов продолжился 18 апреля 2011 года.
Третий сезон рассказывает о последнем годе обучения в школе. Адрианна переживает резкий взлёт в карьере, который подвергает опасности её отношения с друзьями; Наоми проходит через все круги ада в истории с мистером Кенноном; в премьерном эпизоде в Беверли-Хиллз происходит землетрясение, которое сильно изменяет жизнь нескольких героев. Дженни Шнайдер Урман сказала: «Мы хотели начать сезон с события, которое станет и физической и эмоциональной встряской для некоторых персонажей. Один из героев получит серьёзную травму, которая полностью изменит течение его или её жизни».
Я чувствую, что из-за всей этой истории Наоми будет падать в пропасть, но при этом «держать мину».
Летом 2010 года стало известно, что один из трёх мужских персонажей — Лиам, Навид или Тедди — окажется геем. Соисполнительный продюсер Дженни Урман сказала: «Мы хотим рассказать эту историю так, чтобы в неё можно было поверить». Позже выяснилось, что этот персонаж — Тедди.
Также в этом сезоне, биполярное расстройство Сильвер вновь даёт о себе знать и становится важной частью сюжета финальных эпизодов сезона.
В финале сезона одна из героинь узнаёт, что ждёт ребёнка. Ею оказалась Наоми.

## Описание эпизодов
| № | №  | Название                                                            | Режиссёр        | Сценарист(ы)                              | Дата показа в США | Зрители |
| --- | -- | ------------------------------------------------------------------- | --------------- | ----------------------------------------- | ----------------- | ------- |
| 47 | 1  | «Senior Year, Baby!» «Наш последний год в школе, малыш!»            | Стюарт Гиллард  | Дженни Шнайдер Урман                      | 13 сентября 2010  | 1,96    |
| Землетрясение несёт хаос и смерть в Беверли Хиллз — престижный район становится жертвой природной стихии. Наоми всё лето пытается забыть о том, что её изнасиловал учитель мистер Кэннон, Энни и Диксон пытаются привыкнуть к отсутствию отца, пока Дэбби старается удержать семью вместе. Тэдди и Сильвер счастливы, как никогда, если бы только не травма, из-за которой спортивная карьера Монтгомери может завершиться. Навид ждёт возвращения Адрианны из летнего тура, которое омрачается неожиданной смертью. Айви встречается с Диксом после возвращения из Австралии, тогда как Энни и Лиам понимают, что завершить дружбу — лучший вариант развития их отношений. |    |                                                                     |                 |                                           |                   |         |
| 48 | 2  | «Age Of Inheritance» «Возраст наследования»                         | Лиз Фридлендер  | Падма Л. Алтури                           | 20 сентября 2010  | 1,83    |
| Наоми узнаёт, что получила доступ к трастовому фонду, поэтому решает устроить грандиозную вечеринку, на которой будет выступать группа «The Honey Brothers». Диксон, Навид и Лиам решают устроить мальчишник, однако веселью приходит конец, когда Айви находит в Интернете кое-какие фотографии. Энни знакомится с молодым человеком по имени Чарли в кафе и сразу же проникается симпатией к нему, однако из головы не идёт Лиам. Джен вынуждена соблюдать постельный режим перед самыми родами и позволяет Райану ухаживать за ней. Сильвер понимает, что у Тэдди появились проблемы с алкоголем и вскоре ссорится с ним из-за этого. |    |                                                                     |                 |                                           |                   |         |
| 49 | 3  | «2021 Vision» «Каким я буду через 10 лет»                           | Милисент Шелтон | Тодд Химмель                              | 27 сентября 2010  | 1,96    |
| Наоми начинают мучить кошмары об изнасиловании, и девушка начинает принимать снотворное. Мистер Кэннон приглашает Сильвер к себе в квартиру посмотреть документальный фильм, который он снял, и что-то подмешивает ей в напиток. Тем временем, Тэдди приходит в себя после ночи пьянства и понимает, что у него с кем-то был секс. Диксон узнаёт, что Айви — девственница. У Энни возникают трения с её боссом Кэтрин, и она приходит в состояние ступора, когда та делает предложение, которая девушка должна принять. На траурной церемонии Адрианна исполняет новую песню, о чём сразу же жалеет, когда запись её исполнения попадает в Интернет. |    |                                                                     |                 |                                           |                   |         |
| 50 | 4  | «The Bachelors» «Холостяки»                                         | Дэвид Уоррен    | Дэвид Розенталь                           | 4 октября 2010    | 1,79    |
| Сильвер организовывает аукцион холостяков ради сбора средств для фонда по борьбе с раком. Этим благотворительным мероприятием она хочет почтить память матери и заручается поддержкой Навида, Диксона, Лиама и Тэдди. Иан, актёр школьного театра, предлагает помощь в постановке номеров, но всех шокируют негативные выпады Тэдди в его сторону. Энни и Адрианна узнают правду о Наоми и мистере Кэнноне. Малышка Уилсон догадывается о финансовых проблемах матери и соглашается на сомнительное предложение, чтобы подзаработать денег для семьи. Айви и Диксон решают провести вместе ночь, но, получив шокирующие новости от Саши, Диксон передумывает. |    |                                                                     |                 |                                           |                   |         |
| 51 | 5  | «Catch Me If You Cannon» «Охота на Кэннона»                         | Джим Конвэй     | Тэрренс Коли                              | 11 октября 2010   | 1,81    |
| Сильвер, Наоми и Адрианна разрабатывают план соблазнения мистера Кэннона, чтобы доказать, что он изнасиловал Наоми. Однако девушки не подозревают, с кем связались. Тэдди и Йена заставляют убирать школьный двор за то, что они устроили драку. Диксон боится за свою жизнь и отталкивает Айви — прямо в объятия Оскара. Беременная Джен нанимает нового ассистента, а Дэбби находит работу. |    |                                                                     |                 |                                           |                   |         |
| 52 | 6  | «How Much Is That Liam In The Window» «Неужели это Лиам в витрине?» | Стюарт Гиллард  | Дэвид С. Розенталь и Дженни Шнайдер Урман | 25 октября 2010   | 2,03    |
| Новоиспечённые родители Джен и Райан узнают правду о мистере Кэнноне и Наоми, и Джен решает взять дело в свои руки. Райан уговаривает Наоми выдвинуть обвинения против Кэннона, даже несмотря на то, что его работа может оказаться под угрозой. Виктор организовывает фотосессию для Адрианны и приказывает ей сняться топлес. На чтении пьесы Чарли Энни понимает, что парень не так прост, как кажется. Лиам находит работу живым манекеном в витрине магазина. А вскоре незнакомая покупательница делает ему предложение, от которого он не может отказаться. Диксон извиняется перед Айви за то, что порвал с ней, но он и не подозревает, что девушка решила лишиться невинности с кем-то другим. Оскар ругается с Лорел, и Айви узнаёт неприятные факты о прошлом своей матери. |    |                                                                     |                 |                                           |                   |         |
| 53 | 7  | «I See London, I See France…» «Достижения»                          | Кришна Рао      | Скотт Вейнгер                             | 1 ноября 2010     | 2,00    |
| Пока Навид и Сильвер находятся на ужине в честь выдающихся выпускников, остальные проводят время в пляжном клубе на вечеринке анти-достижений под названием «Клуб неудачников». По настоянию Райана, Наоми выдвигает обвинения против мистера Кэнона. Кроме того, девушка понравилась Оскару, который и поможет ей расквитаться с учителем-педофилом. Тем временем, Айви решает рассказать Диксону о ночи, которую она провела с Оскаром. |    |                                                                     |                 |                                           |                   |         |
| 54 | 8  | «Mother Dearest» «Дорогая мама»                                     | Оз Скотт        | Пол Скариотта                             | 8 ноября 2010     | 1,88    |
| Адрианна вынуждена отказаться пойти с Навидом на свою вечеринку-презентацию, когда Виктор навязывает ей в кавалеры Джо Джонаса — для поддержки звёздного статуса молодой певицы. Энни и Диксон навещают отца, но дверь им открывает его новая пассия. В результате серии недоразумений Джен делает вывод, что она — плохая мать, поэтому они с Райаном решают действовать в интересах сына. Наоми и Айви объединяются, чтобы отомстить Оскару, — их план включает в себя купание голышом в бассейне пляжного клуба. Навид узнаёт, что его отец, возможно, снимал несовершеннолетних в своих порнофильмах и уговаривает Сильвер поработать под прикрытием. |    |                                                                     |                 |                                           |                   |         |
| 55 | 9  | «They’re Playing Her Song» «Её песня на радио»                      | Элизабет Аллен  | Дженни Шнайдер Урман и Дженни Ламия       | 15 ноября 2010    | 1,76    |
| Тэдди решает сходить в гей-бар в Западном Голливуде, где теряет бумажник. Чтобы найти пропажу, приходится обратиться к Йену за помощью. Энни готова перейти на новый уровень в отношениях с Чарли, но у неё портится настроение, когда его друзья застают её в нижнем белье. Отец-одиночка Райан обращается за помощью к Дэбби. Навид просит помощи Сильвер, чтобы узнать, снимает ли его отец в своих порнофильмах несовершеннолетних. Между тем, Адрианна не очень заботится о проблемах любимого — девушка наслаждается обрушившейся на неё славой. |    |                                                                     |                 |                                           |                   |         |
| 56 | 10 | «Best Lei’d Plans» «Добрые намерения»                               | Дэвид Уоррен    | Дэвид Розенталь и Дэбора Шонман           | 29 ноября 2010    | 2,01    |
| Наоми встречает друга Айви, Зака, и пытается привлечь его внимание, притворяясь, что знает, как управляться с доской для сёрфинга. Айви, разочарованная в матери из-за её романа с Оскаром, хочет возобновить отношения с отцом. Диксон и Энни решают помочь Дэбби найти себе пару — они регистрируют мать на сайте знакомств. Но во время первого же свидания Дэб убегает на рандеву с Райаном в Пляжный клуб. На пляже в Луау Тэдди ревнует Йена, когда видит его с другим парнем, и позволяет своим чувствам вырваться наружу. Чем известнее становится Адрианна, тем напряжённее становятся её отношения с Навидом, что лишь ещё больше сближает его с Сильвер. |    |                                                                     |                 |                                           |                   |         |
| 57 | 11 | «Holiday Madness» «Рождественское безумие»                          | Деннис Смит     | Ребекка Синклэр                           | 6 декабря 2010    | 2,18    |
| В Беверли-Хиллз приходит Рождество. Адрианна снимает особняк, в котором решает устроить вечеринку по случаю новоселья, с ледовым катком и эльфами. Для неё всё складывается крайне удачно, пока Виктор не решает раскрыть секрет девушки журналистам. Энни пропускает вечеринку, чтобы позаботиться о Лиаме, но былые чувства захлёстывают молодых людей, и вечер заканчивается в кровати Диксона. Воссоединение Айви с отцом проходит не так, как планировала девушка. Тэдди и Йен обсуждают свои отношения и договариваются держать свой роман в секрете, не подозревая, что Диксон видел, как они целовались. Тем временем, Навид и Сильвер раскрывают свои чувства по отношению друг к другу. Наоми, вернувшись домой с вечеринки, обнаруживает в своём доме неожиданного гостя.   |    |                                                                     |                 |                                           |                   |         |
| 58 | 12 | «Liars» «Лжецы»                                                     | Стюарт Гиллард  | Тод Химмель                               | 24 января 2011    | 1,69    |
| Мистер Кэннон взял Наоми в заложники — мужчина окончательно потерял над собой контроль и напал на Кларк в её собственном доме, куда позже приходит Сильвер. Кузина Энни и Диксона приехала в Калифорнию из Канзаса, и тут же начинает действовать Уилсонам на нервы. Диксон обещает Тэдди не рассказывать, что видел, как тот целовался с Йеном. Во время тренировки Айви чуть не погибает, но из-за травмы её участие в соревнованиях ставится под сомнение. Мир Адрианны продолжает рушиться, когда она появляется на ток-шоу, чтобы поведать всем свою историю про кражу песни. Там её ждёт неожиданный гость. Несмотря на все проблемы, Навид продолжает держать свои чувства к Сильвер в секрете.                                                                                 |    |                                                                     |                 |                                           |                   |         |
| 59 | 13 | «It’s Getting Hot In Here» «Становится жарко»                       | Лиз Фридлендер  | Дэвид С. Розенталь                        | 31 января 2011    | 1,67    |
| Наоми, Адрианна, Сильвер и Энни решают устроить себе девичник на выходные и отправляются на йога-курорт в Огайо. Энни приглашает с собой кузину Эмили, но ссорится с ней из-за её пессимистичного настроя в пути. Родственница из Канзаса «забывает» разбудить Энни перед походом в сауну и настраивает девочек против неё. Наоми, считавшая поездку на отдых глупой затеей, неожиданно меняет своё мнение. Сильвер тайно встречается с Навидом. Адрианна по возвращении домой связывается с таблоидами и предлагает продать им эксклюзивную историю. Тем временем, Дэб планирует романтический вечер с Райаном, но их прерывает Диксон — мистеру Мэттьюзу приходится искать место, где спрятаться. Чарли узнаёт, что Энни влюблена в Лиама.                                           |    |                                                                     |                 |                                           |                   |         |
| 60 | 14 | «All About A Boy» «Всё о парне»                                     | Гарри Синклэр   | Пол Скариотта                             | 7 февраля 2011    | 1,75    |
| Всё меняется для Навида в отношениях с любимой, когда он узнаёт, как Адрианна использовала историю о своей дочери, которую девушке пришлось отдать на воспитание в приёмную семью. Эйд, тем временем, обращается за поддержкой к Сильвер и ошарашивает подругу откровением. Энни отправляется на прослушивание для роли в спектакле, а Эмили пытается помешать ей. Наоми возвращается с йога-курорта и решает устроить вечеринку для гуру Соны, но начинает понимать, что женщина вовсе не такая, какой пытается казаться. После несчастного случая Айви не может вернуться к сёрфингу, а Тэдди шантажируют — юноша впадает в шок, когда узнаёт, кто за этим стоит. |    |                                                                     |                 |                                           |                   |         |
| 61 | 15 | «Revenge With The Nerd» «Месть в компании ботаника»                 | Милисент Шелтон | Пол Тэрренс Коли                          | 14 февраля 2011   | 1,37    |
| Навид и Диксон убеждают музыкального продюсера снять клип в Shirazi Studios. Подозрения Адрианны подтверждаются, и она рассказывает Сильвер в подробностях, как она собирается отомстить изменникам. Эмили отвлекает Энни и пытается сблизиться с Лиамом, но её планам не суждено сбыться. В трудную минуту Тэдди обращается к Сильвер за поддержкой. Тем временем, продюсер осложняет жизнь Адрианны, пытаясь снять пилот реалити-шоу с участием Эйд и её друзей. Наоми пытается разобраться в себе — её тянет к одному из самых прославленных «ботаников» школы, ставшим её партнёром по лабораторной работе. |    |                                                                     |                 |                                           |                   |         |
| 62 | 16 | «It’s High Time» «Крутые времена»                                   | Кришна Рао      | Падма Алтури                              | 21 февраля 2011   | 1,52    |
| Тэдди думает, что отношение друзей к нему изменилось. Вернувшись к своим старым трюкам, Эмили мешает практике Энни в театре и её отношениям с бойфрендом. Сильвер убеждает Навида подписать согласие на выпуск реалити-шоу Адрианны и, тем самым, помочь отвлечь её. Наоми признаётся в чувствах к Максу. После просмотра видео с вечеринки в честь её дня рождения Адрианна делает для себя сногсшибательное открытие. Айви знакомится и завязывает дружбу с парнем по имени Радж Кхер. Тем временем, Диксон, Навид и Лиам вытаскивают Тэдди из города. |    |                                                                     |                 |                                           |                   |         |
| 63 | 17 | «Blue Naomi» «Наоми в синем»                                        | Элизабет Аллен  | Дэвид С. Розенталь                        | 28 февраля 2011   | 1,45    |
| Диксон и Навид оформляют свой бизнес, шанс встретиться с самим Снупом Доггом может сослужить хорошую службу компании Shirazi Studios. Наоми пытается впечатлить Макса, нарядившись в костюм героини фильма «Аватар», но вызывает не ту реакцию, на которую рассчитывала. Узнав правду про Навида, Адрианна жаждет мести. Тем временем, Энни и Лиам объединяются, чтобы вывести Эмили на чистую воду. А Радж раскрывает Айви правду о себе. |    |                                                                     |                 |                                           |                   |         |
| 64 | 18 | «The Enchanted Donkey» «Заколдованный ослик»                        | Дэвид Пэймер    | Ребекка Синклэр и Пол Скариотта           | 18 апреля 2011    | 1,72    |
| Весенние каникулы в Мексике, которые так необходимы героям для разрядки, превращаются в хаос. Наоми берёт с собой Макса под предлогом, что ей нужно подтянуть хвосты в учёбе. Тэдди встречает свою первую любовь, что приводит к неожиданным результатам, пока Энни таскает Лиама по городу, пытаясь показать культуру другого народа. Тем временем, битва Адрианны и Сильвер за Навида превращается в настоящую войну. |    |                                                                     |                 |                                           |                   |         |
| 65 | 19 | «Nerdy Little Secrets» «Маленькие тайны ботана»                     | Гарри Синклэр   | Дэвид Розенберг                           | 25 апреля 2011    | 1,74    |
| Наоми устала скрывать свои отношения с Максом. Вдобавок она подозревает, что ботан ей изменяет, и отправляется на школьную олимпиаду, чтобы с ним объясниться. Сильвер начинает себя странно вести, чем пугает Навида и радует Адрианну. Радж помогает Айви преодолеть страх перед водой, пока Энни устраивается на работу к одинокой кинозвезде Марли Эплтон и завязывает с ней дружеские отношения. |    |                                                                     |                 |                                           |                   |         |
| 66 | 20 | «Women On The Verge» «Женщины на грани»                             | Стюарт Гиллард  | Скотт Вейнгер и Дженна Ламия              | 2 мая 2011        | 1,47    |
| Энни уговаривает Марлу посетить голливудскую премьеру одного из её старых фильмов, в то время как Дженн наносит неожиданный визит Райану, а Тэдди ловит Марко на лжи и начинает подозревать, что тот ему изменяет. Наоми узнаёт, что Макс поступил в колледж, который находится в другом штате, а Сильвер впадает в депрессию из-за плохих новостей, что заставляет Навида и Диксона вмешаться. |    |                                                                     |                 |                                           |                   |         |
| 67 | 21 | «The Prom Before The Storm» «Выпускной накануне бури»               | Майк Листо      | Дэвид Розенталь и Тэрренс Коли            | 9 мая 2011        | 1,43    |
| Накануне выпускного бала Адрианна пытается убедить Навида, что он поцеловал её и признался в любви. Навид ничего не помнит, ведь он был пьян. Радж узнаёт, что его состояние ухудшается, и ему осталось прожить недолго. Преподаватель говорит Наоми, что она может не сдать его предмет, если не напишет за одну ночь сочинение на оценку «отлично». Ребята готовятся к выпускному вечеру. Сильвер догадывается, что кто-то подменил её таблетки — врачи утверждают, что в организме не найдены следы лекарства. Дэбби говорит детям, что не сможет отправить их обоих в колледж. Диксон и Харпер занимаются выпускным, а Энни узнаёт, что Марла завещала ей всё своё имущество. |    |                                                                     |                 |                                           |                   |         |
| 68 | 22 | «To The Future!» «Навстречу будущему!»                              | Ребекка Синклэр | Ребекка Синклэр и Пол Скариотта           | 16 мая 2011       | 1,64    |
| Ребята готовятся в церемонии вручения дипломов. Оценки Наоми слишком низкие, и она может остаться в школе на второй год. Радж и Айви готовятся к свадьбе. Энни волнуется за Лиама, когда тот говорит, что не собирается идти в колледж. Райан делает Дэбби удивительное предложение. Когда все узнают о том, что Адрианна виновата в нервном срыве Сильвер, девушка становится изгоем. |    |                                                                     |                 |                                           |                   |         |

- Повторный показ премьерного эпизода третьего сезона от 18 октября 2010 года собрал 1,11 миллиона зрителей[61].

## Интересные факты
- Открывающие титры сериала остались прежними со второго сезона.

## Реакция

### Рейтинги
Премьеру сезона посмотрели 1,96 млн человек в США — рейтинг составил 0,9 в группе от 18 до 49 лет, на 22,5 % зрителей и 12,5 % в демо-группе больше, чем финал второго сезона. Одиннадцатый эпизод достиг самых высоких результатов во всех категориях с показателями 1,1 в группе от 18 до 49, 1,4 в группе от 18 до 34 и 2,1 в женской группе канала от 18 до 34. Кроме того, эпизод посмотрело самое большое количество людей с октября 2009 года — 2,18 млн зрителей. Пятнадцатый эпизод показал самый низкий рейтинг среди женской аудитории от 18 до 34 — 1,0 и 0,7 в категории зрителей от 18 до 34. Показатели финала возросли — последнюю серию посмотрело 1,2 млн зрителей (рейтинг составил 0,8 в группе от 18 до 49).
В Великобритании эпизод «Mother Dearest» посмотрело 548 тысяч зрителей, улучшив показатели премьерного эпизода в среднем с 450 до 550 тысяч Эпизод «Best Lei’d Plans» посмотрело 604 тысячи — шоу стало вторым по популярности за неделю на британском телевидении.

### Критика
Сайт «TVfanatic.com» оценил седьмой эпизод в 3,7 баллов из 5. «Сериал начался со схематичности во всём, что привело к многочисленным проблемам в сценарии. Однако теперь шоу стало многообещающим благодаря новым идеям».
Марк Эстес из обзоров для «TVOverMind» написал: «Мне кажется, или шоу больше не разочаровывает?». Его обзор второго эпизода также был положительным: «Две серии подряд? Неужели сериал действительно становится лучше, представляя новые сюжетные линии и персонажей? Стоит отметить потенциального злодея Оскара».

## Выпуск на DVD
| Название     | Регион 1             | Регион 2             | Регион 4          | Количество дисков                    | Дополнения |
| ------------ | -------------------- | -------------------- | ----------------- | ------------------------------------ | --- |
| Третий сезон | 30 августа 2011 года | 15 августа 2011 года | 18 июля 2012 года | 6 (22 эпизода) Общее время: 913 мин. | Комментарии актёров к некоторым эпизодам Каминг-аут Удалённые сцены На съёмочной площадке с Майклом Стэгером и Мэттом Лантером В компании с художником сериала, Кайм Буззелли Свадьба в стиле «90210» Главные события 3 сезона: Выпускной год Ограничения по возрасту: PG-15 (UK) |

В России на лицензионном DVD сериал не издавался.